# Penyandingan (Sirah Pulau Padang)
Penyandingan is een bestuurslaag in het regentschap Ogan Komering Ilir van de provincie Zuid-Sumatra, Indonesië. Penyandingan telt 1463 inwoners (volkstelling 2010).